# Dardské jazyky

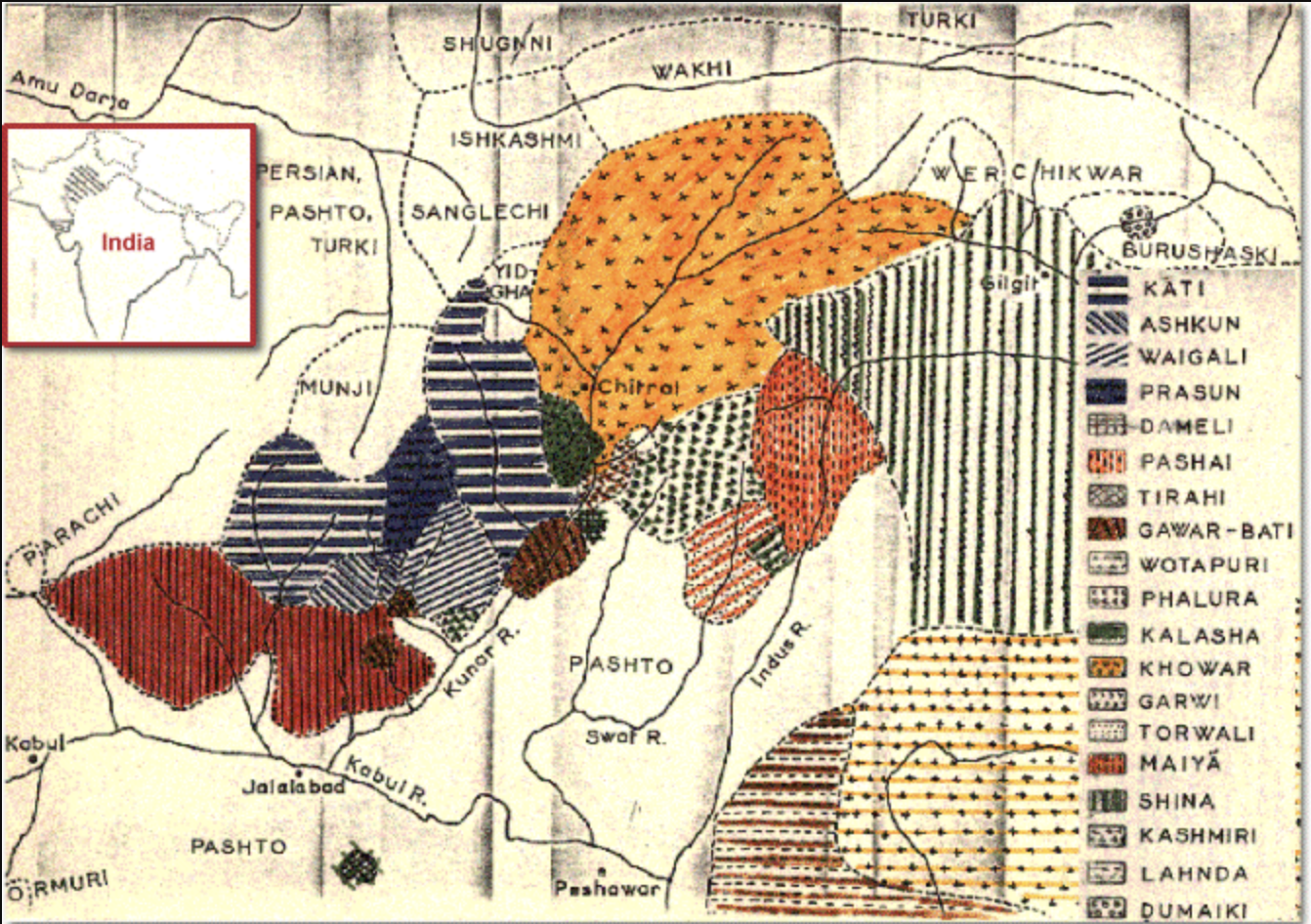
Dardské a núristánské jazyky na mapě George Morgenstierneho

Dardské jazyky jsou skupinou indoíránských jazyků, kterými se hovoří v Kašmíru a okolních oblastech na hranicích Indie, Pákistánu a Afghánistánu. Nejvýznamnějším z nich je kašmírština, která jako jediná byla tradičně užívána jako psaný jazyk. Jejich přesná klasifikace je sporná. Někteří badatelé (James Mallory, Douglas Q. Adams) je považují za součást indoárijských jazyků. Podle nich se nevyvinuly z prákrtů jako ostatní indoárijské jazyky, ale z nějakého jiného, neznámého, staroindického dialektu. Jiní badatelé je chápou jako přechodovou skupinu v rámci indoíránských jazyků. V takovém případě by je šlo spojit s núristánskými neboli káfirskými jazyky, kterými se hovoří ve východním Afghánistánu. Lingvista Jan Bičovský v tomto duchu spojuje dardské jazyky společně s núristánskými do jedné skupiny, tvořící tak třetí větev indoíránských jazyků. Ta byla podle jeho názoru v nejstarších dobách blíže íránským než indoárijským jazykům. D. J. Edelmanová se domnívá, že podobnosti mezi oběma skupinami jsou způsobeny pouze pozdějším ovlivněním a společným jazykovým substrátem. Tento vývoj však podle jejího názoru způsobil například to, že jazyk dameli lze chápat jako stojící mezi dardskými a núristánskými jazyky. Také připomíná mrtvý indoárijský jazyk paišáčí, který nese rysy podobné dardským jazykům.
Termín dardský odkazuje na Dardestán, území na nejzazším severozápadu indického subkontinentu, mezi Kašmírem a Kábulem, kde se střetávají indoárijské jazyky a íránské jazyky. Tento výraz, stejně jako adjektivum dardský, je na daném území užíván jen zřídka a na významu získal až s jeho užitím západními badateli v 19. století.
James Mallory a Douglas Q. Adams dělí dardské jazyky následovně:
- východní

- - kašmírština
  - šina
    - dumákí
    - falura
    - šina

  - kohistánské jazyky
  - baškarík
    - maija
    - tiráhí
    - tórvalí
    - votopúrí-katarqalai

- západní

- - darnell
  - gawarbati
  - šumašti
  - pišai

- čitrálské/centrální
  - kalaština
  - chovarština